# BBC Sport
A BBC Sport angol nyelvű televíziós csatorna, amely igazgatója Barbara Slater. A BBC-n, azon belül a BBC North-on belül működik, a BBC Television keretében televíziós műsorokat, a BBC Radio keretein belül rádióadást, a BBC Online keretein belül pedig online műsort sugároz. Fontos műsorai a Match of the Day (labdarúgás), a Test Match Special (krikett), a Ski Sunday (sí), a Today at Wimbledon (tenisz), korábban a Grandstand. A BBC Red Button keretében interaktívan is elérhető.